# 河下水希
河下 水希（かわした みずき、女性、1971年8月30日 - ）は、日本の漫画家。静岡県出身。A型。

## 来歴
学生時代より少女漫画家に憧れ、漫画家・イラストレーターの道を志すが、短大生時代に一度作品を投稿したのみで、そのまま一般企業に就職。その後、再び投稿を繰り返す日々を送る。
1992年『JUNE』（マガジン・マガジン）内コーナー「竹宮惠子のお絵描き教室」へ作品を投稿した事をきっかけに『小説JUNE』No.58（マガジン・マガジン、1992年12月号）の表紙イラストの執筆より桃栗みかん（ももくり みかん）のペンネームでイラストレーターとして活動を始める。ほぼ時を同じくして集英社「スーパーファンタジー文庫」の編集者より声がかかり、以降、現在にまで至る集英社との長い付き合いが始まる。イラストレーターとしては主に『小説JUNE』、『JUNE』などの雑誌や集英社、角川書店から発行されたライトノベルで表紙、挿絵を手掛ける。
1993年に友人の星崎龍が主宰する同人誌サークルから、星崎と共同で漫画を発表（同人活動は1997年まで続く）。1994年秋、『オフィスユー』（集英社）で『高校男子-BOYS-』（原作：花衣沙久羅）の連載を開始し漫画家として本格的にプロデビューを果たす。1997年に『空の成分』を発表。以降の作品は基本的に原作から全て手掛けるようになる。この頃まではJUNE系作家（現在で言うボーイズラブ作家）の1人としての側面が強い。
1998年からは、『ぶ〜け』（集英社）やその増刊誌『ぶ〜けデラックス』（集英社）にて『あかねちゃんOVER DRIVE』、『かえで台風』などの少女漫画を発表。雑誌に合わせてコメディ色の強い作風に一新するが、女性キャラのお色気シーンの多さなど、その後に通じる少年誌向けの作風ものぞかせている。またこの頃と前後して同人活動、イラストレーターとしての活動は少なくなり1999年から2007年までは商業誌での漫画作品、及びその関連作品の執筆に専念していく。
2000年春からは『週刊少年ジャンプ（WJ）』（集英社）に活動の場を移すと同時にペンネームを河下水希として、『りりむキッス』を発表（同年秋、連載作品化）。これは元々河下自身の志望によるものではなく、当時、WJに在籍歴のある担当編集者から促された『ぶ～け』への復帰を前提としていた移籍であり、同誌が休刊となったことにより、そのまま後述のようにWJでの活動の継続となったことが明らかにされている。『りりむキッス』は、少年向けラブコメとしては少女漫画的な要素が多過ぎたため少年読者の共感、支持を得られず約半年で打ち切りとなってしまう。
2001年に読切「夏色グラフィティ」を発表した後、2002年より連載を開始した『いちご100%』は、2005年までの約3年半の連載となる。2005年末に読切「氷姫奇譚」を、2006年にフルカラー8ページ仕様の読切「彼女と夏と僕」、「秋色妄想日和」を発表。2007年10月から2008年5月まで『初恋限定。』を連載。
2008年6月に『週刊ヤングジャンプ』（集英社）のグラビア企画「制コレ」のムック写真集「制コレISM GP」コラボレーション企画に参加し、1Pコミックを執筆。また『ジャンプスクエア』（集英社）8月号にて読切「曾根崎心中!」を発表。12月には『私立エルニーニョ学園伝説 立志篇』（著：SOW、ジャンプ ジェイ ブックス、集英社）でイラストを担当。『ヘタッピマンガ研究所R』にて取材協力。
2009年には再び『週刊少年ジャンプ』に戻り、32号より『あねどきっ』を2010年7号まで連載。2010年36・37号の綴じ込み付録に、今号現在『週刊少年ジャンプ』に連載されている作品のヒロインを網羅した「WJヒロイン百花繚乱ポスター」を描いた。2010年から2012年まで、『ジャンプSQ.19』（集英社）にて『Ⓖえでぃしょん』を連載。
2013年から2014年にかけて、大崎知仁原作で、『ジャンプスクエア』に『てとくち』を連載。『親友の彼女を好きになった向井弘凪の罪と罰』（著：野村美月、ダッシュエックス文庫、集英社）でイラストを担当。2015年は、西尾維新原作の連作読切漫画企画「大斬」に参加し、「僕らは雑には学ばない」で作画を担当した後、『グランドジャンプ』（2015年No.9号、集英社）「新社会人応援特別企画1 河下水希／たかみち 特別Ｗピンナップ」でイラストを担当。
2015年6月から15年3ヶ月ぶりに桃栗みかん名義を用いた作品を発表。女性向け漫画雑誌『YOU』（集英社）8月号にて、『群青にサイレン』を連載。同誌が2018年11月号に休刊した後は『少年ジャンプ+』に移籍。2019年2月4日から2020年8月3日までネット配信での連載を行い、YOUでの連載開始から延べ5年の連載となった。
また、この連載を機に当人および集英社も、河下水希名義と桃栗みかん名義の使い分けを明確に公にし始める。2016年8月には河下水希名義で『こち亀ジャンプ』にイラストを寄稿しており、以前は見られなかった両名義の並用を行なっている。

## 作風・人物など

### 作風全般
少年誌においては、少年漫画向けのお色気シーンを前面に押し出したコメディテイストと少女漫画の流れを汲む心理描写・演出を併用し、男女両方からの目線を考慮している作風である。もっとも、河下自身は「キャラクターの内面を描くとどうしても暗くなる」ものらしく、シリアスな展開よりも明るい展開が好みであり、「『感動した』と言われるより（瞬間的に悦に入るという意味で）『面白かった』と言われる方がいい」と語っている。特にこれらを活かして描かれる女性キャラクターは根強い人気を集める。
前項のように、デビュー当初はボーイズラブ作家であり、作風の大きな転換点は、「今みたいな漫画」と語る少女漫画誌『ぶ～け』への移籍であったとうかがえる。ただし、自身は元々少女漫画家の志望であり、男の子を描けるようになったのは「ずっと後」との事である。『ぶ～け』時代は担当編集に恵まれた事もあって好きに描いていたらしく、現在にも共通するというその作風は河下にとって自然体に近いようであるが、『ぶ～け』においても『ジャンプ』においても「浮いている」と自己分析している。
また、少女誌・女性誌での活動では、上述したような1997年から2000年始めの約2年強での活動と、2015年からの再開後とは作風が大きく異なっている。特に再開後は女性キャラを押し出さないばかりか、暗い鬱蒼とした感情描写を軸とした作風になっている。

### 作画
繊細なタッチの作画が特徴的。座椅子に体育座り、もしくは椅子に座ってスケッチブックをひざに乗せ、その上に原稿を置いて描くという一風変わった姿勢で作画を行う。本人曰くこれが描きやすいとのこと。また、村田雄介の見解によると速筆家として同業者の間でも有名らしい。「筆圧が弱いから、ささっと描けてしまうのかも」と語っている。下書きからペン入れ、カラー原稿までも椅子の上で行なってしまうため、手近なところに可動式のワゴンを配置し、道具のほとんどを置いている。
女性キャラのお色気シーンを描く際にはグラビアアイドルの写真集やフィギュアなどを参考にすることがある。
『週刊少年ジャンプ』連載時は「胸の露出は50％まで」との決まりごとが一応あったといい、『ジャンプスクエア』にて読切作品『曾根崎心中!』では少年誌では初めて女性キャラの乳首を描いた。

### 趣味
デビュー当時からしばしばテレビゲームが趣味と公言するほどの大のゲーム好き。長電話やカラオケがストレス解消手段。『いちご100%』連載前期は原稿があがるとアシスタントを引き連れてカラオケボックスに繰り出していたという。
以前は、毎年2月は実妹の誕生日のためにチョコレートケーキを焼いたり、アシスタント募集時の触れ込みに手作りの料理を振舞うこともある旨を入れていたことなどから料理も趣味である。カキ・焼肉・エビフライ・卵黄が好物で、納豆・チーズが大の苦手。
少女時代は『エースをねらえ!』『ときめきトゥナイト』『風と木の詩』などの少女漫画、『きまぐれオレンジ☆ロード』『ウイングマン』『聖闘士星矢』などの少年誌を読んでいたと語っている。近年は、影響を受けやすい性格であるため似たような作風のものは避け、自身では描けないような正反対の作品を選んで読んでいるらしく、ちばあきおの『キャプテン』・『プレイボール』、福本伸行の『賭博黙示録カイジ』を愛読しているという。

## 作品リスト

### 漫画

#### 桃栗みかん名義
- 高校男子-BOYS-（原作：花衣沙久羅、全1巻、単行本 YOUコミックス／新装版 マーガレットコミックス）
- 空の成分（全1巻、単行本 YOUコミックス／新装版 マーガレットコミックス）
- 気ままに女子高生（コミックス「かえで台風」収録）
- 目覚めのKISSとテディベア（コミックス「あかねちゃんOVER DRIVE」2巻収録）
- あかねちゃんOVER DRIVE（全2巻、単行本 ぶ〜けマーガレットコミックス／新装版 マーガレットコミックス）
- 催眠戦士アキラくん（コミックス「あかねちゃんOVER DRIVE」1巻収録）
- かえで台風（全1巻、単行本 ぶ〜けマーガレットコミックス／新装版 マーガレットコミックス）
- other side A girl（コミックス「あかねちゃんOVER DRIVE」2巻収録）
- 群青にサイレン（全12巻、マーガレットコミックス）

#### 河下水希名義
自身原作の読切作品は全て単行本化未定。
- りりむキッス（読切版：『週刊少年ジャンプ』2000年19号掲載・連載版：全2巻、ジャンプコミックス）
- 夏色グラフィティ（『赤マルジャンプ』2001年夏号掲載の読切作品・41P）
- いちご100%[13]（全19巻、ジャンプコミックス）
- 氷姫奇譚（『週刊少年ジャンプ』2006年4･5合併号掲載の読切作品・45P）
- 彼女と夏と僕（『赤マルジャンプ』2006年夏号掲載の読切作品・袋とじオールカラー8P）
- 秋色妄想日和（『ジャンプ the REVOLUTION!』2006年号掲載の読切作品・袋とじオールカラー8P）
- 初恋限定。[14]（全4巻、ジャンプコミックス）
- 曾根崎心中!（『ジャンプスクエア』8月号・SUPREMEシリーズ読切作品・64P）
- あねどきっ（全3巻、ジャンプコミックス.）
- ボクのアイドル（『週刊少年ジャンプ』2010年21・22合併号掲載の読切作品・45P）
- アタシのアイドル（『少年ジャンプNEXT!』2010年4月30日号掲載の読切作品・ボクのアイドルの後日談・17P）
- Ⓖえでぃしょん（全2巻、ジャンプSQ.コミックス）
- てとくち（全5巻、原作：大崎知仁、ジャンプSQ.コミックス）
- 僕らは雑には学ばない（原作：西尾維新、『週刊少年ジャンプ』2015年8号掲載の読切作品・24P・単行本『大斬 -オオギリ-』に収録）
- パートスリーズ（原作：西尾維新、『週刊少年ジャンプ』2018年2・3合併号掲載の読切作品）

### イラスト

#### 桃栗みかん名義
単発では下記の他に『小説JUNE』、『JUNE』で表紙・挿絵の掲載多数。他に雑誌『Cobalt』、『月刊ウィングス』など。
- 『炎雷のレジェンド』シリーズ（全5冊/著：青木弓高）
- 『貝殻にウォークマン』（著：松岡なつき）
- 『暗黒呪歌伝』シリーズ（全2冊/著：小山真弓）
- 『時の竜と水の指環』前編・後編（全2冊/著：樹川さとみ）
- 『爆走ボーイズ』シリーズ（全3冊/著：須和雪里）
- 『アル－ナグクルーンの刻印』シリーズ（全5冊/著：響野夏菜）

#### 河下水希名義
自作品のカットやメディアミックス作品でのイラスト担当を除く。
- Kamedas2 - イラストとコメントの寄稿
- こちら葛飾区亀有公園前派出所（第142巻） - 同上
- 超こち亀 - 同上
- こち亀ジャンプ - 同上
- 制コレISM GP 2008 - 「恋に恋したオンナノコ」川原真琴 担当[注 3]
- 私立エルニーニョ学園伝説 立志篇（著：SOW） [注 4]
- 私立エルニーニョ学園伝説 青雲篇（著：SOW、イラスト共著：草志藤吾）
- NARUTO秘伝・皆の書 オフィシャルプレミアムファンBOOK - イラストとコメントの寄稿
- たけくらべ（著：樋口一葉）- 集英社文庫第10刷、ナツイチ2010スペシャルカバー
- WJヒロイン百花繚乱ポスター - 週刊少年ジャンプ2010年No.35-36合併号
- 舞姫（著：森鷗外）- 集英社文庫第14刷、ナツイチ2011スペシャルカバー
- 親友の彼女を好きになった向井弘凪の、罪と罰。（著：野村美月）
- 新社会人応援特別企画1 河下水希／たかみち 特別Wピンナップ - グランドジャンプ2015年No.9号
- カイタン 怪談師りん（著：最東対地）

## その他の活動
- 小説JUNE No.66(1994年6月号)「ペーパートーク」 - 桃栗みかん名義。主にJUNEで活動していた時代のインタビュー
- ヘタッピマンガ研究所R Step6,7 - 取材協力
- マンガ脳の鍛えかた - インタビュー
- ジャンプSQ2011年4月号「マンガ家直撃インタビュー!第25回河下水希先生のモノガタリ」 - インタビュー

## アシスタント
- 星野桂[15]
- 小林ゆき[注 5]
- 阿部国之[16]
- 佐藤奈緒[16]
- 宇美保估[16]
- 倉薗紀彦（『初恋限定。』最終回まで約5ヶ月間）[17][18]
- 久世蘭[19]
- 竹内良輔[20]
- 田辺洋一郎[21]